# Hour of Power

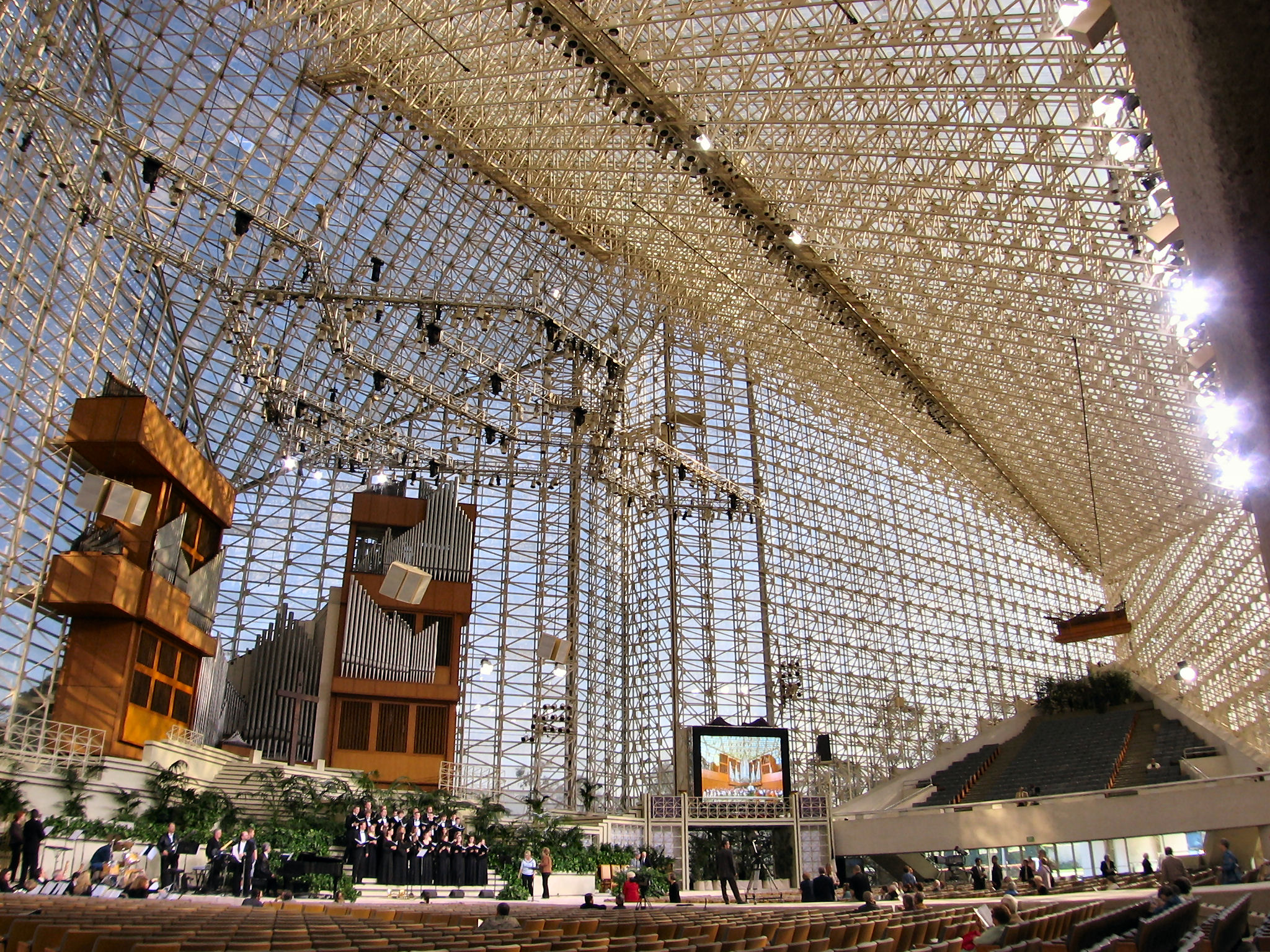
Crystal Cathedral in Garden Grove, aus der Hour of Power bis 2013 gesendet wurde

Hour of Power ist ein amerikanischer Fernsehgottesdienst aus der Presbyterian Church in Irvine (Kalifornien), einer Kongregation der Reformed Church in America. 1970 startete das Programm bei einem Sender in Los Angeles. Seitdem ist Hour of Power ununterbrochen im amerikanischen Fernsehen zu sehen und ist damit eine der am längsten laufenden Sendungen in den USA und der meistgesehene Fernsehgottesdienst der Welt (200 Länder, 10–30 Mio. Zuschauer). Der deutsche Zweig wird vom Verein Hour of Power Deutschland e. V. finanziert, der seit 2010 finanziell unabhängig arbeitet.

## Geschichte
Robert H. Schuller startete 1970 die Fernsehübertragung auf Anraten von Billy Graham. Zunächst wurden die Fernsehgottesdienste in der Garden Grove Community Church aufgezeichnet, von 1980 bis 2013 in der Crystal Cathedral in Garden Grove (Kalifornien) und nach einem Umzug der Gemeinde zwischen Juli 2013 und März 2018 im 1500 m entfernten Kirchengebäude Sheperd's Grove Church, der früheren katholischen Kirche und Schule St. Callistus. Nach einem erneuten Umzug in die etwa 20 km entfernte Irvine Presbyterian Church in Orange County werden die Gottesdienste seit April 2018 hier aufgezeichnet, nachdem sich diese Gemeinde der Sheperd's Grove Church angeschlossen hat. Der Titel Hour of Power bleibt unverändert. Hour of Power wird vom Internationalen Kirchenvorstand der Crystal Cathedral Ministries geleitet. Produziert wird das Programm von Baas Creative, einer Filmproduktionsgesellschaft aus Michigan. Ein Netzwerk von elf internationalen Büros unterstützt die Arbeit in Australien, Kanada, Hongkong, Island, Neuseeland, der Volksrepublik China, Irland, Russland, Schweden, Südafrika und anderen afrikanischen Ländern. Büros in Europa gibt es in Deutschland, Großbritannien, den Niederlanden, der Schweiz und Österreich.
Neben dem Gründer Robert H. Schuller (bis 2012) predigen seit Oktober 2008 Pastoren wie Bill Hybels, Kirbyjon Caldwell, Walt Kallestad, John C. Maxwell, Juan Carlos Ortiz und andere. Seit Juni 2012 ist Pastor Bobby Schuller Hauptpastor dieser Sendung.

## Gottesdienstliche Veranstaltungen
Die Hour of Power ist ein missionarischer Dienst, der die Menschen dazu ermuntern möchte, sich einer christlichen Kirche oder Gemeinde vor Ort anzuschließen.
Das Musikprogramm, das einen wichtigen Teil von Hour of Power darstellt, wurde ab Oktober 2015 vom Chor unter der Leitung von Don Neuen und dem Orchester unter der Leitung von Marc Riley gestaltet. Im August 2017 hat Irene Messoloras die Chorleitung als neue Dirigentin übernommen.
Vor 2004 wurde Hour of Power einige Jahre auf NBC gesendet, von 2004 bis Ende 2007 auf VOX und von Februar 2008 bis Februar 2009 auf dem Sender Das Vierte. Seit März 2010 wird der Gottesdienst auf Tele 5 und auf Bibel TV ausgestrahlt. Synchronisiert wird er im Voice-over-Verfahren. Das Musikprogramm ist seit dem 4. Oktober 2015 bei Bibel TV zu sehen.

## Nachfolgeregelung
Kritik gab es an der Nachfolgeregelung für Robert H. Schuller. 2006 setzte er seinen einzigen Sohn Robert Anthony Schuller als Nachfolger ein, der nach Angaben der New York Times einen durch Bauprojekte verursachten großen Schuldenberg übernehmen musste. Als er daraufhin unter anderem die Finanzaktivitäten neu ordnen und Mitglieder mit „Interessenskonflikten“ aus dem Aufsichtsrat entfernen wollte, führte dies 2008 zum Bruch mit dem Vater und zum Vorwurf, seine Predigten seien „nicht gesalbt“. Seit 2009 liegt die Leitung bei seiner Schwester Sheila Schuller Coleman, einer Tochter des Gründers, als Hauptpastorin.
Sheila Schuller teilte am 16. Mai 2010 in ihrer Fernsehsendung mit, Hour of Power stehe aufgrund der Finanzkrise kurz vor der Insolvenz. Den Tränen nahe schilderte sie die ernste finanzielle Situation. Durch Spendeneinwerbung versuchte sie die Insolvenz abzuwenden: Sie öffnete in ihrer emotionalen Rede eine Tüte, in der sich zehn Dollar befanden. Diese zehn Dollar sollten durch ein Wunder, wie bei der Brotvermehrung im Neuen Testament, vermehrt werden, indem Zuschauer per SMS zehn Dollar oder fünf Euro spenden. Die Spendentelefonnummer wurde noch während der Predigt eingeblendet.
Mitte Oktober 2010 stellte die seit 55 Jahren bestehende reformierte Gemeinde den Insolvenzantrag. Das christliche Medienmagazin pro zitiert die Pastorin, wonach die Gemeinde Gesamtverbindlichkeiten von rund 36 Millionen Euro habe.
Mitte März 2012 traten Robert H. Schuller und seine Frau Arvella von ihren Vorstandsposten bei Hour of Power zurück. Die Familie Schullers erklärte danach, Robert Schuller leide an Demenz, er und seine Frau benötigten deshalb Ruhe und hätten sich aus der Öffentlichkeit zurückgezogen.
Nach einer finanziell schwierigen Phase ging Anfang 2012 der gesamte Campus der Crystal Cathedral in den Besitz der katholischen Diözese von Orange County über. Für weitere drei Jahre hätte Hour of Power die Kirche für ihre Gottesdienste weiterhin nutzen können. Aber schon im Juli 2013 zogen viele Mitglieder dieser Gemeinde in ein kleineres Kirchengebäude der früheren St. Callistus' Catholic Church in der Nähe um.
Die Fernsehsendungen im Ausland, darunter auch die deutschsprachigen Sender in Europa, waren von der Insolvenz nicht betroffen, da die Sendungen und die Spenden im Sendegebiet von rechtlich eigenständigen Tochterunternehmen verantwortet wurden.
In der Rezeption bis 2012 stieß der Widerspruch zwischen der Realität und einer „grenzenlos optimistischen Lehre“ sowohl in neutralen Medien als auch bei religiösen (vgl. Wohlstandsevangelium) und weltanschaulich gebundenen Medien auf Unverständnis.

## Periodika
Hour of Power Deutschland versendet an seine Mitglieder das 4-monatlich erscheinende Printmagazin Powerful Life.

## Veröffentlichungen
- Neues Testament für Möglichkeitsdenker. Sonderausgabe der Hoffnung für Alle. Hour of Power, Augsburg 2008, ISBN 978-3-937103-65-5.